# Château de Saint-Mars-la-Jaille
Le château de Saint-Mars-la-Jaille est un château situé à Vallons-de-l'Erdre (commune déléguée de Saint-Mars-la-Jaille) dans le département de Loire-Atlantique, Pays de la Loire, en France.

## Historique
Un château fort est édifié au XIVe siècle, aux alentours de 1334, par Yvon XII de La Jaille. Il est tenu par Mercœur lors des guerres de Religion lors desquelles il est pris par Pierre de la Touche, capitaine de Henri IV, qui y installe une garnison. 
Il sera successivement détruit par ordre d'Henri IV vers 1598 puis par Richelieu vers 1618. Le pigeonnier, transformé en château d'eau, est le seul témoin du domaine primitif. 
Les plans d’un nouveau château sont établis en 1764 par l'abbé Pierre Charles Gaignard, natif de Bonnœuvre et principal du collège d'Ancenis, pour le compte de la famille Ferron de La Ferronnays.
La main-d’œuvre pour la construction est fournie sous forme de corvées par la population des villages de la seigneurie, suscitant un mécontentement qui s’exprime par exemple dans le cahier de doléances des habitants de Maumusson. Fortement endommagé sous la Révolution, vendu par lots comme bien national, la famille de La Ferronnays reconstituera la propriété au milieu du XIXe siècle. 
Le corps de logis principal (la partie centrale) réduit avant restauration et inhabité, fut démoli entre 1912 et 1914 dans le dessein de le reconstruire, projet qui du fait de la guerre et du manque de fonds, ne sera pas réalisé; les dépendances de 1765 sont restaurées entre 1906 et 1908. 
Des lambris XVIIIe au décor de style Rocaille provenant de l'hôtel de La Villestreux à Nantes, y auraient été remontés. 
Le parc datant du XVIIIe siècle, propriété de la famille de Cossé-Brissac, est inscrit aux monuments historiques, et fait partie des « Jardins de France ». 
Le monument est inscrit au titre des monuments historiques en 1994.

## Sources
- J. Baudry, Saint-Mars-La-Jaille et ses Anciens Seigneurs, Vannes ; Paris : Lafolye Frères : Honoré Champion, 1909